# Utrechts Landschap
Utrechts Landschap is een Provinciale Landschapstichting opgericht in 1927 die zich inzet voor het versterken en behouden van de natuur in de Nederlandse provincie Utrecht. Het Utrechts Landschap is aangesloten bij de overkoepelende stichting LandschappenNL.
De stichting heeft circa 5800 hectare terrein in beheer. Dit is niet alleen bos maar ook andere natuurgebieden en cultuurhistorisch belangrijke terreinen. Hieronder zijn gebieden die onderdeel uitmaken van de ecologische hoofdstructuur. Ze liggen langs de Nederrijn, de Kromme Rijn, de Vecht en op de Utrechtse Heuvelrug. 

## Jaarlijks thema
Utrechts Landschap heeft in het verleden tijdens de 'Week van het Landschap' ieder jaar een thema gekozen, en aan dit thema een publicatie gewijd:
- 2000: Venster op de Vallei
- 2003: De ontmoeting: Heuvelrug - Nederrijn
- 2005: De Laagte van Pijnenburg; verborgen schoonheid van de Heuvelrug

## Gebieden in beheer van Utrechts Landschap

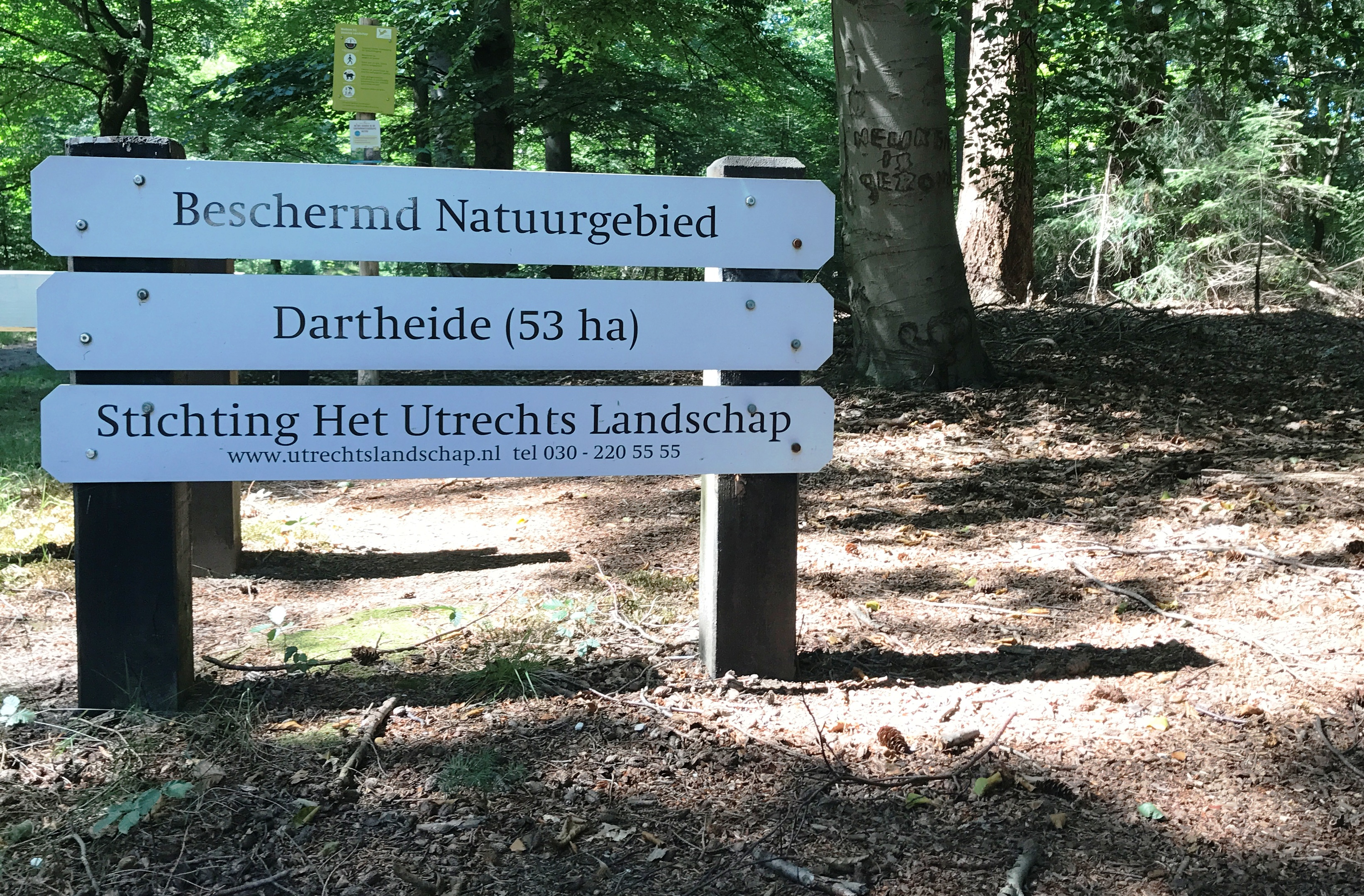
Toegangsbord aan de Darthuizerpoort

### Utrechtse Heuvelrug Noord
- Beukenburg
- De Leyen
- Maartensdijkse Bos
- Pleinesbos
- Ridderoordse Bos
- Vijverhof
- Willem Arntszbos

### Utrechtse Heuvelrug Midden
- Beerschoten
- Biltse Duinen
- Birkhoven
- Bornia
- Bosch en Duin
- Buitenplaatsen Driebergseweg
- Driebergse bossen
- Heidestein
- Houdringe
- Kozakkenput
- De Krakeling
- Noordhout
- Okkersbos
- Landgoed De Paltz
- Panbos
- Park Vliegbasis Soesterberg
- Witte Hull
- Zeisterbos

### Utrechtse Heuvelrug Zuid
- Amerongse Bos
- Breeveen
- Dartheide
- Grebbeberg
- Hoge Ginkel
- Hoog Moersbergen
- Laarsenberg
- Moersbergen
- Plantage Willem III
- De Pol
- Sandenburg
- Stameren

### Valleigebied
- Bloeidaal
- Broekerbos
- Juliusput
- Lockhorsterbos
- Kasteelbos Renswoude
- Heerlijkheid Stoutenburg
- De Schammer

### Veenweidegebied
- Beukenburg
- De Kievit
- Vijverbos

### Vecht- en Plassengebied
- Kooilust
- Hooge Kampse Plas
- Voordorpse polder
- Over-Holland

### Kromme Rijngebied
- Blikkenburg
- Niënhof
- Oostbroek
- Sandwijck
- Vikinghof
- De Woerd
- Wulperhorst

### Rijn- en Lekgebied
- Amerongse Bos
- Amerongse Bovenpolder
- Blauwe Kamer
- Elster Buitenwaarden
- Lunenburgerwaard
- Middelwaard
- Palmerswaard
- Viaanse Bos
- Viaanse polders en uiterwaarden

Het Groninger Landschap ·
It Fryske Gea ·
Het Drentse Landschap ·
Landschap Overijssel ·
Het Flevo-landschap ·
Het Geldersch Landschap ·
Utrechts Landschap ·
Landschap Noord-Holland ·
Zuid-Hollands Landschap ·
Het Zeeuwse Landschap ·
Brabants Landschap ·
Het Limburgs Landschap